# エリック・ビュレーン
エリック・ビュレーン (Erik Byléhn、1898年1月15日 - 1986年11月14日)は、スウェーデンの陸上競技選手。1924年パリオリンピック及び1928年アムステルダムオリンピックの銀メダリストである。

## 経歴
ビュレーンは、1924年パリオリンピックの4×400mリレーにスウェーデン代表として、ビュレーンと、ニルス・エングダール、アルトゥル・スベンション、グスタフ・ヴェイナルトとともに出場し、アメリカに次いで銀メダルを獲得した。
さらに1928年アムステルダムオリンピックでは800mに出場し、イギリスのダグラス・ロウに次いで銀メダルを獲得した。